# 塞勒姆 (北卡羅萊納州薩里縣)
塞勒姆（英語：Salem）是位於美國北卡羅萊納州薩里縣的非建制地區。

## 地理
塞勒姆所處的海拔為高於海平面386米（即1266英呎），而該地所採用的時區為UTC-5，即北美东部时区（EST）。同時該地設有夏令時間，為UTC-5調快一小時，即UTC-4（EDT）。